# Aztec (cómic)
Aztek es un personaje ficticio, un superhéroe del Universo DC comics. Con base de operaciones en la ficticia ciudad de Vanity (Oregón), Aztek es el campeón del dios azteca Quetzalcoatl. El personaje apareció por primera vez en Aztek"", "The Ultimate Man #1 en agosto de 1996, creado por Grant Morrison y Mark Millar. Después de las series de corto plazo, Aztek apareció en varias ediciones de la Liga de la Justicia también escrito por Morrison.

## Biografía Ficticia del personaje
"Uno" es reclutado desde su infancia por una organización secreta llamada La sociedad Q para ser el campeón del dios azteca Quetzalcoatl para combatir a su enemigo, el dios azteca Tezcatlipoca. Le es dado un traje mágico de armadura el cual le otorga muchas habilidades, complementando el pico de Uno con las habilidades físicas y mentales.
Aztek luego se une a la Liga de la Justicia, pero él decide renunciar cuando le es revelado que uno de los misteriosos benefactores de la sociedad Q es el supervillano Lex Luthor. Posteriormente él es cegado ayudando a la Liga salvando la Tierra en una batalla contra la máquina destructora de planetas Mageddon (aparentemente el Tezcatlipoca al que el culto de Aztek hacía referencia). Aztek finalmente se sacrificó para darle a Supermán la posibilidad de destruir a Mageddon/Tezcatlipoca, durante la saga World War III story arc.

## Poderes y habilidades
Azteck tiene fuerza física y mental sobrehumana. Lleva un casco antiguo y armadura (impulsado por un "espejo tetradimensional"), que le permite volar, visión de Rayos X e infrarrojos, invisibilidad, intangibilidad, camuflaje térmico, redes de atrapamiento, rayos de plasma y puede manipular su densidad. El traje también aumenta las habilidades sobrehumanas de Azteck. 
El espejo tetra dimensional es una fuente de energía que puede destruirse de una manera muy explosiva.

## Otras versiones
- Una versión femenina más joven, con las mismas habilidades,  fue vista en Grant Morrison's run on JLA during "The Rock of Ages" storyline en donde la Liga de la Justicia viajó a un futuro alternativo gobernado por Darkseid. Ella sacrifica su vida para destruir las instalaciones lunares de Darkseid.

## En otros medios

### Televisión
- Aztek apareció en la Justice League Unlimited, mostly appearing in brief cameos throughout the series. He had brief, uncredited speaking parts in the episodes "Question Authority" and "I Am Legion", portrayed by Chris Cox and Corey Burton, respectively. After making a very brief appearance in "Question Authority", he made a more significant appearance in "I Am Legion" where he helped Superman and Shayera Hol investigate where Lex Luthor had gone after escaping prison. Superman asked Aztek to scan the scene to see if he could find out where Luthor went, but had no luck after finishing his scan. King Faraday then appeared behind the trio and introduced himself to Aztek.

### Juguetes
- Una figura de acción en retrato animado de Aztek fue la primera producida en el 2005 en Mattel's JLU toyline, y Aztek hizo varias apariciones en la "Justice League Unlimited" tie-in libros de cómics. Una figura de Aztek fue también incluida como parte de la expansión de la Liga de la Justicia a los juegos de miniaturas HeroClix.